# Lamborghini Aventador
Predstavljen 28. veljače 2011. na sajmu automobila u Ženevi, pet mjeseci nakon početnog predstavljanja u Sant'Agata Bolognese, vozilo, interno šifrirano pod nazivom LB834, dizajnirano je tako da zamijeni tada desetogodišnjeg Murciélaga kao novi vodeći model. Ubrzo nakon otkrića Aventadora, Lamborghini je objavio da je prodao 12 automobila, a isporuke su počele u drugoj polovici 2011. godine. Do ožujka 2016. godine, Lamborghini je u pet godina izradio 5000 Aventadora. 

Planirana je proizvodnja Aventadora na 4.000 vozila (izgrađeno je 4.099 Murciélaga); međutim, u 2016. godini donesena je odluka o proizvodnji 5.000 jedinica. snovna cijena Aventadora iznosi 393.695 USD (GBP 248.000). Oblik automobila uvelike je posuđen od Lamborghinijeva limitiranog Reventóna i njihovog konceptnog automobila Estoque. Lamborghini Aventador pojavio se u filmu Transformers: Doba izumiranja kao glavni antagonist filma.

## Specifikacije

### Motor
Aventador LP700-4 koristi novi Lamborgihnijev motor 691 KS (515 kW) 6.5 litreni 60° V12 motor. Ovaj motor je četvrti po redu motor razvijen u povijesti ove tvrtke te drugi V12. To je prvi novi V12 nakon 3.5 litrenog V12 korištenog u još u modelu Miura.
| ZapremninaDisplacement | 6498ccm                                 |
| Maksimalna snaga       | 700 PS (515 kW; 691 KS) @ 8250 okr./min |
| Zakretni moment        | 690 Nm @ 5,500 okr./min                 |
| CO2 emisija            | 398 g/km                                |
| Potrošnja              | 17.2 l/100 km                           |

Performanse se procenjuju na 2,9 sekundi do 100km/h. Mijenjač je 7-stupanjski poluatomatski. Razvijen je i potpuno novi elektronički kontroliran pogon na četiri kotača. 

## Inačice

### Aventador LP700-4 Roadster
Aventador LP700-4 Roadster krenuo je u proizvodnju 27. prosinca 2012. Opremljen istim motorom V12 kao i coupé verzija, može ubrzati od 0 – 100 km/h (0 – 60 mph) za 2,9 sekundi i postiže maksimalnu brzinu od 347 km/h (217 mph). Uklonjivi krov sastoji se od dvije ploče od karbonskih vlakana, mase od 6 kg (13 lb), za koje je bilo potrebno ojačanje stražnjeg stupa kako bi se kompezirao gubitak strukturne cjelovitosti, kao i prilagodio sustavu za zaštitu od prevrtanja i ventilacijskom sustavu motora. Ploče se lako skidaju i spremaju u prednji prtljažnik. Aventador Roadster ima jedinstven dizajn poklopca motora i prilagodljiv odbojnik vjetra za poboljšanje protoka zraka u kabini pri velikim brzinama, kao i sjajni crni završetak na A-stupovima, zaglavlju vjetrobranskog stakla, krovnim pločama i području stražnjeg prozora. S ukupnom masom od 1625 kg (3583 funta), samo je 50 kg (110 lb) teži od kupea (težina krova, plus dodatna učvršćenja u pragovima i A-stupovima). Osnovna cijena automobila je 441.600 USD.

### Aventador LP740-4 S
Lamborghini Aventador S predstavljen je 19. prosinca 2016. u tvornici Sant'Agata. Službeno predstavljanje automobila bilo je na Sajmu automobila u Ženevi u ožujku 2017. godine. Aventador S je nadogradnja Aventadora LP700-4 s mehaničkim i vanjskim promjenama. Osvježenu vanjštinu automobila dizajnirao je Lamborghinijev voditelj dizajna Mitja Borkert. 6.5-litarski V12 motor sada proizvodi 740 KS (544 kW; 730 KS) pri 8400 o/min, 40 KS (39 KS; 29 kW) više od standardnog Aventadora i 690 N⋅m (509 lb⋅ft) okretnog momenta na 5500 o/min. Podaci o performansama ostaju isti kao kod standardnog Aventadora. Aventador LP740-4 S dobio je malo ažurirani ovjes. Ovjesom upravlja upravljačka jedinica "Lamborghini Dinamica Veicolo Attiva" (LDVA). LDVA ima četiri načina biranja – Sport, Strada (ulica), Corsa (staza) i Ego (tj. Pojedinac). Kočnice od karbonske keramike standardne su (sprijeda: 400 mm, straga: 380 mm). Nos je redizajniran s većim prednjim razdjelnikom i dva nova kanala za zrak na prednjem braniku. Straga je novi crni stražnji difuzor s perajama. Ima 130 posto više prednje snage od standardnog Aventadora.

### Aventador LP740-4 S Roadster
Roadster varijanta novog Aventadora S predstavljena je 2017. na međunarodnom sajmu automobila u Frankfurtu. Roadster je mehanički identičan coupéu s jedinom razlikom što je poklopac motora (identičan standardnom Aventador LP700-4 Roadsteru), dvije krovne ploče od ugljičnih vlakana koje se mogu ukloniti (težine manje od 6 kg), smještene u prednjem dijelu automobila.Roaster je 50 kg (110 lb) teži od coupéa zbog komponenti za ojačanje šasije zbog kojih ubrzava za 0–100 km/h (0-60 mph) 0,3 sekunde sporije od coupéa. Cijena Aventador LP740-4 S Roadstera je 251.462 funte.

### Aventador LP750-4 SV
Lamborghini Aventador LP750-4 SuperVeloce predstavljen je na sajmu automobila u Ženevi 2015. godine. Odlikuje ga unaprijeđeni pogonski sklop, uz maksimalnu snagu od 750 KS (552 kW), 50 KS više od standardnog coupéa snage 700 KS (515 kW). U kombinaciji sa smanjenjem težine od 50 kg (110 lb) zbog povećane upotrebe ugljičnih vlakana, unutar i izvan automobila, LP 750-4 SV ima omjer snage i težine od 1 ks/2 kg. Automobil također ima poboljšanu aerodinamiku. Značajne aerodinamične nadogradnje su revidirani prednji razdjelnik i stražnji difuzor zajedno s fiksnim zadnjim krilom CFRP. Unaprijeđena je i dinamika vožnje automobila, a uključuje i novo poboljšano elektroničko upravljanje za vrhunsku upravljivost pri velikim brzinama, magnetski ovjes za potiskivanje za vrhunsko upravljanje i poboljšanja krutosti šasije. Općenito, vrijeme ubrzanja od 0–100 km/h LP750-4 SV smanjeno je s 2,9 sekundi na 2,8 sekundi, a teoretska najveća brzina i dalje je “negdje veća” od 350 km/h (217 mph). Isporuka automobila započela je u drugom tromjesečju 2015., a proizvodnja je bila ograničena na 600 jedinica, uz baznu cijenu od 493 069 USD. Road & Track zabilježio je ubrzanje 0–241 km/h (0–150 mph) od 12,8 sekundi, 0–322 km/h (0–200 mph) od 33,5 sekundi u ožujku 2016. Proizvodnja Aventador LP750-4 SuperVeloce završila je u srpnju 2017. godine.

### Aventador LP750-4 SV Roadster
Lamborghini Aventador LP750-4 SuperVeloce Roadster predstavljen je 2015. na Pebble Beach Concours d'Elegance. Odlikuje se kompaktnim dvodijelnim tvrdim krovom od karbonskih vlakana koji se može spremiti u prtljažnik kao i kod standardnog roadstera. Brojne mjere štednje smanjile su težinu Roadstera na 1.575 kg, što ga čini 50 kg (110 lb) lakšim od standardnog roadstera. U SAD-u postoji osnovna cijena od 530.075 USD bez poreza, dok u Velikoj Britaniji cijena 350.000 £. Isporuke su započele u prvom kvartalu 2016. godine, a proizvodnja je bila ograničena na 500 jedinica.

### Aventador LP770-4 SVJ
Aventador LP770-4 Super Veloce Jota predstavljen je na Pebble Beach Concours d'Elegance 2018. godine. 5-litreni L539 V12 motor koji se koristi u čitavoj liniji Aventadora prerađen je i sada stvara maksimalnu snagu od 770 KS (566 kW) pri 8.500 o/min i 720 N⋅m (531 lb⋅ft) zakretnog momenta na 6.750 o/min. Mjere uštede na težini poput široke uporabe ugljičnih vlakana i titana u ispušnom sustavu smanjile su težinu na 1.525 kg, dajući automobilu omjer snage i težine od 1,98 kg/1 KS. Aventador SVJ može ubrzati od 0–100 km/h (0–62 mph) za 2,8 sekundi i 0–200 km/h (0–124 mph) za 8,6 sekundi i može postići maksimalnu brzinu veću od 352 km/h ( 219 mph).

### Aventador LP770-4 SVJ Roadster
Roadster varijanta SVJ predstavljena je na salonu automobila u Ženevi 2019. godine i proizvodit će se u ograničenoj seriji od 800 jedinica. Automobil uključuje uklonjivi tvrdi krov izrađen od dva različita komada izrađena od ugljičnih vlakana i zadržava pogonski sklop iz coupéa.

### Aventador LP720-4 50th Anniversario
Aventador LP 720-4 50th Anniversario je ograničena serija (200 jedinica – 100 kupea i 100 Roadster) kojim se obilježava 50. godišnjica Automobili Lamborghini. Snaga motora povećana je na 720 KS. Nova specifična kalibracija motora, povećani i produženi prednji ulaz zraka i aerodinamični razdjelnik, mala zakrilca postavljena sa strane, novi stražnji kraj s povećanim difuzorom i ekspanzivnom mrežom dodatno poboljšavaju ventilaciju u motornom prostoru. Osnovna cijena Aventadora LP 720-4 50 ° iznosi 548.000 USD, što je 106.300 USD više od Aventador LP700-4Roadstera.

### Aventador J
Lamborghini je službeno predstavio Aventador J svijetu na sajmu automobila u Ženevi 2012. godine. Konceptni automobil barchetta bez krova i prozora koristi isti motor V12 kao i standardni Aventador, proizvodeći snagu od 700 KS (515 kW) s istim prijenosom kvačila kao u standardnom coupéu. Automobil nema klima uređaj niti radio, te je na osnovu tih sitnica težina smanjena na ukupno 1575 kg. Automobil koji je predstavljen na izložbi u Ženevi bio je jedini proizveden automobil, a prodan je za 2,8 milijuna američkih dolara. Smatralo se da oznaka J potječe iz Dodatka J u pravilniku FIA-e koji opisuje tehničke specifikacije trkačkih automobila. Međutim, tijekom intervjua s dizajnerom Filipom Perinijem, otkriveno je da 'J' zapravo stoji za Jotu, po uzoru na Miuru Jotu SVR.

### Aventador SVJ 63
Lamborghini Aventador SVJ 63 je ograničena serija kojom se odaje počast osnivanja tvrtke Automobili Lamborghini 1963. godine. Lamborghini je najavio isporuku kupcima za početak 2019. U Europi će SVJ koštati 349.116 eura prije oporezivanja, dok će u Ujedinjenom Kraljevstvu biti maloprodajna cijena s početnom cijenom prije oporezivanja od 291.667 funti. Ubrzanje automobila od 0 do 100 km/h je 2,9 sekundi. U ponudi je 8 paleta boja, a to su: Grigio Acheso, Nero Aldebaran, Blu Uran, Viola Pasifae, Grigio Lynx, Verde Alceo, Blu Emera i Rosso Epona.

### Aventador SVJ 63 Roadster
SVJ 63 Roadster specijalno je izdanje Aventadora, predstavljeno na Carteree Montereyu u kolovozu 2019. Odaje počast pobjedama 2018. i 2019. u 24 sata Daytone i 12 sati Sebringa. Proizvedena su 63 automobila, broj koji predstavlja osnivanje Lamborghinija 1963. Tehničke specifikacije su iste kao i SVJ Roadster. 

### SC18 Alston
Predstavljen u studenom 2018. godine, SC18 Alston je proizveden uskoj suradnji s Lamborghinijevim trkačkim odjelom Squadra Corse. Na temelju Aventadora SVJ, SC18 uključuje aerodinamične elemente preuzete iz Huracàna GT3 i Huracàn SuperTrofeo Evo. Glavne karakteristike automobila uključuju veliko podesivo stražnje krilo od ugljičnih vlakana, prednji ulaz zraka na haubi preuzet od Huracàna GT3, novi kotači stvoreni posebno za automobil, ispušni sustav zajedno sa stražnjim svjetlima preuzeti s modela Centenario, te novi prednji branik. Mehaničke komponente i pogonski sklop ostaju isti kao i kod Aventadora SVJ.

### Aventador Pirelli Edition
Lamborghini Aventador LP 700-4 Pirelli Edition predstavljen je u prosincu 2014. Proslavljajući 50-godišnju povezanost između Lamborghinija i Pirellija, sadrži dizajn i shemu boja koje podsjećaju na Pirellijeve dizajne guma, a tanka crvena pruga prelazi preko krova.

### Aventador Miura
Lamborghini je 2016. odlučio na festivalu brzine Goodwood predstaviti posebnu ediciju Aventadora pod nazivom Aventador Miura Homage s kojim kompanija slavi pedeseti rođendan legendarne Miure. Sukladno s tim, kupcima je bilo ponuđeno samo pedeset primjeraka od kojih je već pola unaprijed rezervirano. Karoserija je lakirana u dvije boje, a sretnici koji su naručili ovaj model mogli su birati između nekoliko boja karoserije, poput "Rosso Arancio Miura" crvene, "Verde Scandal" zelene te "Tahiti" plave. Naplatci dolaze u zlatnoj ili matiranoj srebrnoj boji. Da je riječ o specijalnom modelu govore i natpisi "Miura 50th" koji se nalaze na bočnim stranama, a svaki auto ima karbonsku pločicu na kojoj piše redni broj modela.

### Aventador Dreamliner Edition
Dreamliner je inačica Aventador LP 700-4 coupe s plavo-bijelom shemom boja karoserije kao kod zrakoplova Boeing 787 Dreamliner i naplatcima crne boje. Vozilo je predstavljeno na samitu dobavljača zrakoplovne i obrambene opreme 2012. godine.

### Aventador Airport Vehicle
Za zračnu luku Bologna napravljen je Aventador koji sadrži bijelu boju karoserije, crvene i bijele karirane naljepnice sa strana, svjetlosnu traku na krovu i natpis "FOLLOW ME" na poklopcu motora. Vozilo je radilo u zračnoj luci Bolonja između 6. svibnja 2013. i 19. svibnja 2013. i korišteno je za vođenje zrakoplova oko aerodroma. Također je korišteno u zračnoj luci Heathrow u Londonu, kao aerodromsko vozilo na jedan dan.

## Etimologija imena
Lamborghini navodi da je ime Aventador odabrano zbog njegove simbolične povezanosti sa svijetom borbenih bikova, te dijeli ime s legendarnim Aventadorom, trofejnim pobjedničkim bikom u svijetu španskih borbi bikova. Bik u vlasništvu Don Celestina Cuadri Videsa je nosio broj 32 i sudjelovao je u krvavoj i nasilnoj bitki s toreadorom u gradu Zaragoza, Španjolska, te je osvojio "Trofeo de la Peña La Madroñera" 1993. godine.